# Bijuli
Bijuli (nep. बिजुली) – gaun wikas samiti w zachodniej części Nepalu w strefie Rapti w dystrykcie Pyuthan. Według nepalskiego spisu powszechnego z 2001 roku liczył on 814 gospodarstw domowych i 4041 mieszkańców (2280 kobiet i 1761 mężczyzn).